# Neil Robertson (snookerjátékos)

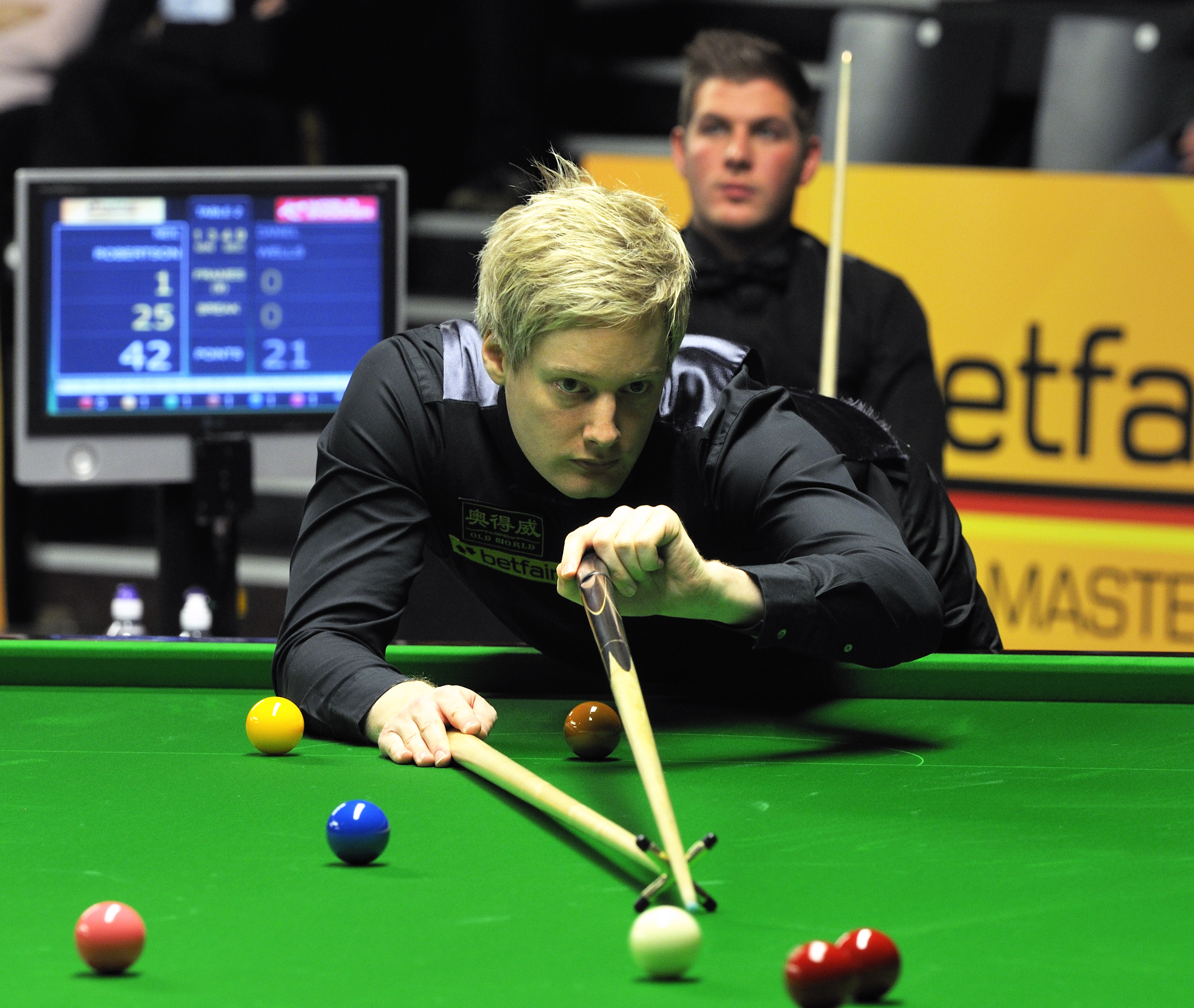
Neil Robertson (2013).

Neil Robertson (Melbourne, Ausztrália, 1982. február 11. –) ausztrál snooker-játékos. Eddig összesen 23 nagypontszerző és 4 kispontszerző győzelme van. Robertson volt az első ausztrál, aki pontszerző snooker versenyt nyert, és az egyetlen, aki két versenyt is nyert a 2006/2007-es szezonban. Egy kevésbé sikeres 2007/2008-as szezon után ismét sikerült pontszerző versenyt nyernie, továbbá felülmúlta az elvárásokat a 2009-es világbajnokság ideje alatt, ahol sikerült bejutnia az elődöntőbe.
Robertson nyerte a 2010-es snooker-világbajnokságot, a döntőben Graeme Dott ellen nyert 18-13-ra. Ezzel ő lett a sportág történetének harmadik nem brit világbajnoka. 1952-ben Horace Lindrum (ausztrál) ugyan megnyerte a világbajnokságot, ám akkor azt a játékosok bojkottja miatt csupán két résztvevővel bonyolították le. Emiatt Lindrumot sokan nem tekintik "valódi" világbajnoknak, és Neil Robertsont tartják az első ausztrálnak, aki felért a sportág csúcsára. A 2010–2011-es előzetes snooker világranglistán világelső – ugyanis a bundabotrány miatt azonnali hatállyal felfüggesztett, akkor háromszoros világbajnok John Higgins diszkvalifikálva lett –, őt szorosan követte Ronnie O’Sullivan.
A 2013-2014-es szezon kezdetétől világranglista 1. helyezett volt, ezt a helyezését a világbajnokság végéig megtartotta. A 2014/2015-ös szezontól a kétéves gördülő pontalapú világranglistát felváltotta a kétéves gördülő pénzalapú világranglista. A változás következtében Robertson a szezont a ranglista 3. helyéről kezdte meg.
Robertson azon tizenegy játékos egyike, akik karrierjük során megnyerték a három legjelentősebb snooker tornát (Triple Crown): a Mesterek Tornáját, a Világbajnokságot és a UK Championshipet, és az első nem brit, akinek ez sikerült.
A 2013-2014-es szezonban rekordszámú, 103 darab százas breaket lökött, ezzel ő lett a sportág történetének első játékosa, aki egy szezonon belül 100 százas breaket ért el.
Robertson balkezes játékos.

## Élete és karrierje kezdeti szakasza
Robertson snooker karrierjét alig 14 éves korában kezdte el építeni, és ő lett a legfiatalabb játékos, aki százas breaket lökött egy ausztrál pontszerző versenyen. Profi pályafutását az 1998/1999-es szezonban kezdte. Pár év a sportágban eltöltött tapasztalatszerzés és ranglétramászás után 17 évesen elérte az 1999-es világbajnokság harmadik selejtező körét.
2003 júliusában Robertson megnyerte a World Under-21 Snooker Világbajnokságot, melyet Új-Zélandon rendeztek meg. Ennek köszönhetően szabadkártyát kapott a következő WPBSA Main Tourra. 2003-ban megnyerte a Masters selejtező tornáját, és így szabadkártyát kapott a Mastersre, ahol 2-6-ra vesztett az angol Jimmy White-tal szemben az első fordulóban. John Virgo elismert szakkommentátor visszaemlékezett, hogy Robertson már akkor igen erős golyóbelökési készségeket mutatott játéka során, de játéka hiányos volt a break-építés és a biztonsági játék terén.
A 2004/2005-ös szezonban egyre magasabbra jutott a snooker világranglistán. Robertson bekerült a világ legjobb 32 profi snooker játékosa közé, annak köszönhetően, hogy a 8 pontszerző torna közül 6-nak sikerült a főtáblájára kvalifikálnia, annak ellenére, hogy minden versenyen legalább két selejtező meccset kellett játszania. Kvalifikálta magát a 2005-ös Világbajnokságra is, de az első körben 7-10-re vesztett a skót Stephen Hendry ellen.
A 2005/2006 szezonban Robertson menetelése folytatódott, az évad végére már a világranglista top 16-jában volt. Ebben a szezonban 4 negyeddöntőt játszott, beleértve a Világbajnokságot, ahol 8-12-es hátrányban volt, de végül 12-12-re kiegyenlített a skót Graeme Dott ellen, mielőtt elveszítette az utolsó frame-et azzal, hogy véletlenül belökte az utolsó rózsaszín golyót, amire szüksége lett volna, hogy snookert adjon az ellenfelének.

## Az áttörés
Robertson igazi áttörése a 2006/2007-es évadban érkezett el. Első lett csoportjában a 2006-os Grand Prix csoportkörében (csupán egy mérkőzést vesztett el, 2-3-ra az angol Nigel Bond ellen). Robertson legyőzte az angol Ronnie O'Sullivant 5-1 arányban a negyeddöntőben, és így ő lett a negyedik ausztrál, aki pontszerző versenyen elődöntőbe jutott. Az elődöntőben 6-2-re legyőzte Alan McManust, hogy elérje első pontszerző döntőjét, ahol a szintén első alkalommal döntős angol Jamie Cope volt az ellenfele, aki ellen 9-5-re nyert. Robertson győzelmével összesen 60,000 fontot vághatott zsebre, ez volt a legmagasabb pénzdíj, amit egy versenyen keresett.
Robertson már korán kiesett az UK Championshipről és a Saga Insurance Mastersről is, azonban ismét formába jött a Welsh Open döntőjébe vezető úton. Legyőzte Stephen Hendryt 5-3-ra, az utolsó frame-ben egy 141-es breaket lökve. A következő mérkőzésen Ronnie O'Sullivan volt az ellenfele, a mérkőzést 3-4-ről sikerült megfordítania, és így 5-4-re legyőzte ellenfelét a elődöntőbe jutásért. Ezek után megverte Steve Davist 6-3-ra az elődöntőben, majd 9-8-ra legyőzte Andrew Higginsont, megszerezve ezzel a címet. Az első szakasz után 6-2-re vezetett, majd ez után hat frame-t veszített egymás után, s így egy frame-re került a vereségtől, de Robertson megnyerte a fennmaradó három frame-et, és ezzel a mérkőzést is egyben.
Robertson elérte a második kört a 2007-es Világbajnokságon, ahol 10-13-ra kikapott Ronnie O'Sullivantől, annak ellenére, hogy hat frame-et is nyert egymás után.
Robertson rosszul kezdett a 2007/2008-as évadban, miközben korai vereségeket szenvedett el az első négy pontszerző snooker verseny közül háromban, valamint a 2008-as Mastersen és Malta Cup-on is. A 2007-ben Northern Ireland Trophy negyeddöntőjét Jamie Cope és Ian McCulloch fölötti aratott győzelmeivel érte el. Ennek köszönhetően a 10. helyen zárta a szezont, de az egyéves ranglistán a top 16-on kívülre került.

## 2008-2010
A 2008/2009-es szezonban kiábrándító kezdés után Robertson elérte a Bahrain Championship döntőjét. A finálét Matthew Stevens ellen játszotta, aki szintén rossz formát mutatott az előző szezonban. A mérkőzés összességében majdnem 6 órát tartott, amit végül az ausztrál nyert 9-7-re. Ezzel az eredménnyel Robertson újból bekerült a top 16-ba, bár csak előzetesen. A 2009-es Masters alatt Neil Robertson és ellenfele, Stephen Maguire 5 egymást követő százas breaket löktek, Robertson 2-t, míg Maguire 3-at, és utóbbi a harmadikkal 6-3-ra megnyerte a meccset.
A 2009 World Championshipen Robertson legyőzte Steve Davist, Allister Cartert és Stephen Maguire-t – hogy karrierje során először elérje a Világbajnokság elődöntőit –, mielőtt 14-17-re kikapott Shaun Murphytől (egy olyan mérkőzés során, amin 7-14-es hátrányból 14-14-re egyenlített).
2009 októberében Robertson megszerezte a 2009-es Grand Prix trófeát Glasgow-ban, egy 9-4 arányú győzelemmel a kínai Ding Junhui-val szemben a döntőben. Robertson negyedik címének megszerzésével a legsikeresebb nem brit játékos lett a sportág történetében. Ezzel a győzelmével az előzetes világranglista harmadik helyére jött fel.
2010. április 1-jén a China Open második körében Peter Ebdon ellen meglökte első hivatalos maximum breakét.
A 2010-es Világbajnokság első körében 10-5 arányban legyőzte Fergal O'Brient. A második fordulóban Martin Gould 0-6 és 5-11 arányban is vezetett az ausztrál ellen, akinek ennek ellenére sikerült megfordítania a mérkőzést és 13-12 arányban győznie. A negyeddöntőben Steve Davist múlta felül magabiztosan 13-5-re és jutott elődöntőbe, ahol Ali Carterrel találkozott. Cartert 17-12-re legyőzte, és ezzel életében először világbajnoki döntőbe jutott. A döntőben 18-13 arányban győzött Graeme Dott ellen, s így ő lett minden idők harmadik Egyesült Királyságon kívüli játékosa, aki elhódította a világbajnoki címet.

## 2010/2011
Robertson az idényt a Shanghai Masters első körében elszenvedett vereséggel kezdte, azonban a World Open már ismét sikereket hozott. A 64 között győzött Graeme Dott ellen, majd David Morris, Andrew Higginson, Ricky Walden és Mark Williams legyőzése következett. A döntőben 5-1-re megverte Ronnie O’Sullivant, ezzel megerősítve vezető helyét a világranglista élén. Robertsont meghívták a Premier League Snooker tornára, ahol az elődöntőig jutott. A UK Championshipen negyeddöntős volt, de 7-9-es vereséget szenvedett Shaun Murphytől.
A Matersen szintén negyeddöntős volt, azonban ott is kikapott 4-6-ra Mark Allentől. A German Masters első fordulójában kiesett, majd a második körben búcsúzott a Welsh Openen és a China Openen is. A Világbajnokságon utolérte a Crucible átka (az első világbajnoki címét még senki nem tudta megvédeni a Crucible Színházban), és az első fordulóban kikapott a későbbi döntős Judd Trumptól 8-10-re.

## 2011/2012

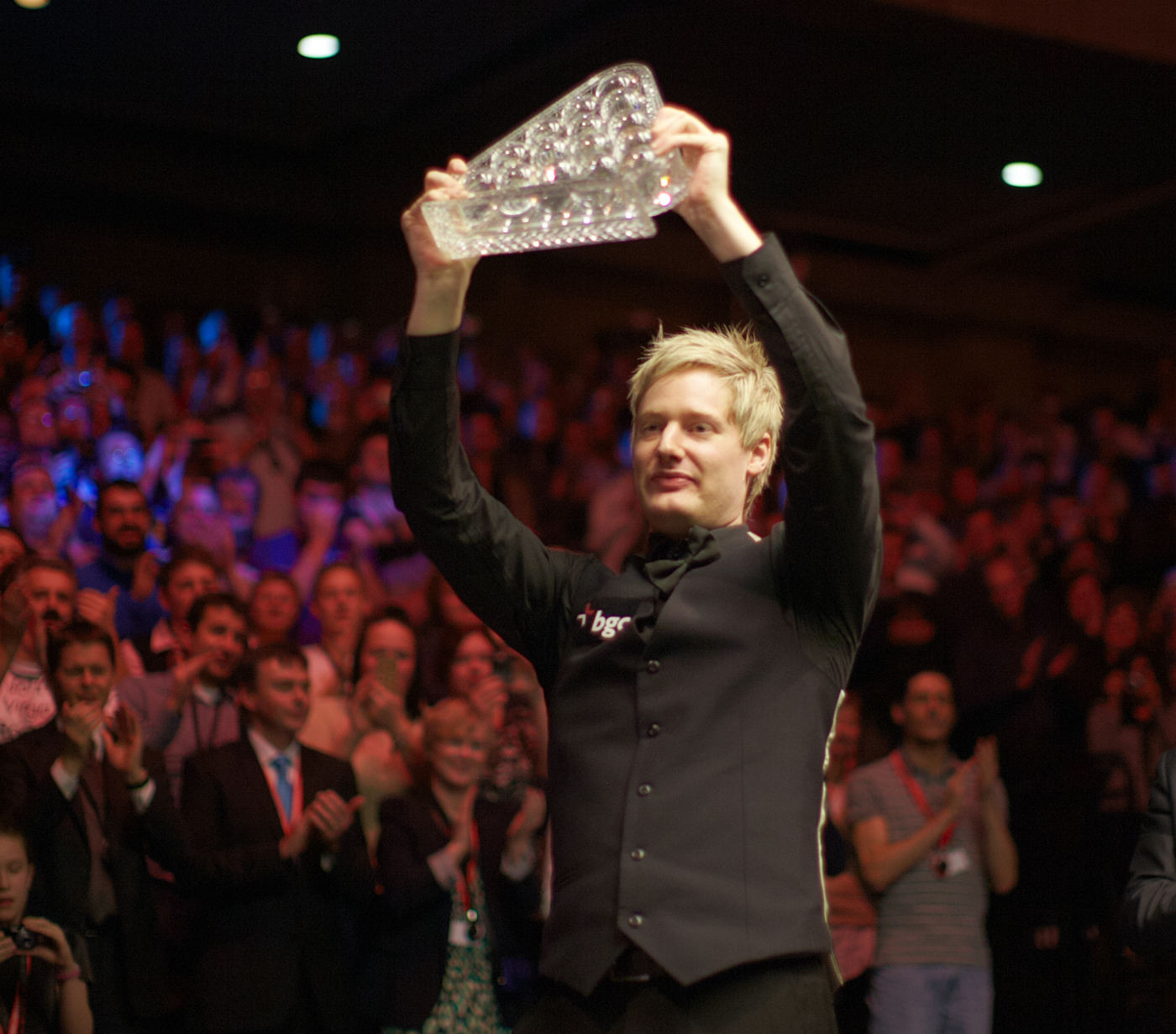
Neil Robertson 2012-es Mesterek Tornája győzelme

Robertson számára a szezon csalódással kezdődött, mivel hazai versenyén, az Australian Goldfiels Openen a 16 között vereséget szenvedett Dominic Dale-től. Ezt követően jelentős formajavuláson ment keresztül, és a Shanghai Mastersen Liang Wenbo, Michael Holt és John Higgins legyőzése után egy szoros meccsen kapott ki Mark Williamstől az elődöntőben 5-6-ra. A PTC sorozat 6. állomásán győzött, a döntőben Ricky Waldent verte 4-1-re, majd a 8. állomáson újabb kispontszerző címet zsebelhetett be, ezúttal Judd Trumpot győzve le a fináléban szintén 4-1 arányban. Ez a győzelem egyben azt is jelentette, hogy Robertson pályafutása során továbbra sem veszített pontszerző torna döntőjében. A UK Championshipen legyőzte Tom Fordot, Graeme Dottot és Ding Junhuit, és életében először bejutott a torna elődöntőjébe. Ott Judd Trump ellen játszott, és egy rendkívül szoros mérkőzésen – a két játékos között soha nem volt két frame-nél nagyobb különbség – végül 7-9-re veszített.
Robertson megnyerte a 2012-es Masterst, a döntőben Shaun Murphyt 10-6 arányban győzte le, a döntőig vezető úton pedig Mark Allen és Mark Williams volt az első két fordulóban az ellenfele, mielőtt az elődöntőben ismét Judd Trumppal találkozott, akit 6-3-ra győzött le. A mérkőzés utáni interjúban Robertson elmondta, hogy nem érezte korrektnek a közönség viselkedését vele szemben, és Trump barátai a mérkőzés közben folyamatosan bekiabáltak, azért drukkoltak, hogy beejtse a fehéret. A két játékos viszonya korábban sem volt jónak mondható, de ez az eset és Trump mérkőzés utáni nyilatkozata csak tovább rontott a kapcsolatukon. A döntő első szakaszában Robertson 5-3-as előnyt épített ki Murphyvel szemben, s bár a második szakasz első frame-jét elvesztette, ezt követően sorozatban négy frame-t nyert. Murphynek sikerült feljebb zárkóznia, de a 16. frame-ben egy 70-es breakkel Robertson biztosította győzelmét, és csupán negyedik nem brit játékosként hódította el a címet.
A következő három pontszerzőn a második fordulónál nem sikerült tovább jutnia, és a PTC Nagydöntőjének fináléjában vége szakadt a döntőkre vonatkozó veretlenségi sorozatának is, mivel Stephen Lee 4-0-ra legyőzte őt. A China Openen negyeddöntőt játszott. A Világbajnokság első körét sikeresen vette, legyőzte Ken Dohertyt 10-4-re, majd David Gilbert 13-9-es legyőzésével negyeddöntőbe jutott, ahol Ronnie O'Sullivannel találkozott. Az első szakasz után Robertson vezetett 5-3 arányban, azonban O'Sullivan egy hat egymást követő frame megnyeréséből álló sorozatnak is köszönhetően fordított, és 13-10-re győzött. Robertson az évadot a világranglista 7. helyén zárta.

## 2012/2013
Robertson gyengén kezdte a szezont, a Wuxi Classicon az első, az Australian Goldfields Openen és a Shanghai Mastersen a második fordulóban esett ki. A lengyelországi kispontszerzőn ismét győzni tudott, Jamie Burnettet a döntőben 4-3-ra győzte le. A kínai Chengduban megrendezett International Championshipen Ryan Day, Matthew Stevens, Lu Haotian és Shaun Murphy legyőzésével jutott döntőbe. A fináléban 8-6-ra vezetett Judd Trump ellen, azonban a következő négy frame-et elvesztette és végül 8-10 arányban alulmaradt. A UK Championshipen könnyedén jutott el a negyeddöntőig Tom Ford (6-1) és Barry Hawkins (6-2) legyőzésével, ahol Mark Selbyvel találkozott. Annak ellenére, hogy 4-0-ra vezetett, az éjfél után véget érő meccset végül 4-6-ra elvesztette.
2013 elején címvédőként vágott neki a Mastersnek. Az első fordulóban hátrányból kapaszkodott vissza Ding Junhui ellen, megnyerve az utolsó három frame-et, ami 6-5-ös győzelmet jelentett számára. A mérkőzés emlékezetes jelenete volt, amikor Robertson a mindent végleg eldöntő piros belökése után felkiáltott: "You beauty!" A következő mérkőzése is döntő frame-et hozott Mark Allen ellen, amit egy 105-ös breakkel sikerült megnyernie, hogy azután az elődöntőben Shaun Murphy könnyed 6-2-es legyőzésével ismét döntőbe jusson. Robertson 3-8-as hátrányában még tudott nyerni három egymást követő frame-et, azonban Mark Selby megnyerte a következő kettőt és így 10-6 arányban legyőzte az ausztrált. Robertson a későbbiekben elődöntős volt a German Mastersen és a World Openen is. A PTC Nagydöntő döntőjét egymást követő második évben sikerült elérnie Jamie Burnett, Barry Hawkins, Hsziao Kuo-tong és Tom Ford legyőzésével. A döntőben Ding Junhui volt, aki végül 4-3-ra legyőzte.
Robertson ismét tornagyőzelmet ünnepelhetett, amikor a China Openen Jimmy Robertson (5–0), Mark Allen (5–1), Marcus Campbell (5–2) és Stephen Maguire (6–5) legyőzése után a döntőben visszavágott Mark Selbynek, legyőzve őt 10-6-ra. Ez a siker egyben karrierje hetedik nagypontszerző címét is jelentette és feljött a világranglista második helyére. Annak ellenére, hogy úgy tűnt, jó formában érkezik a Világbajnokságra már az első körben búcsúzni kényszerült, miután kikapott Robert Milkinstől 8-10-re. Robertson a mérkőzés után azt nyilatkozta, hogy rossz taktikát választott és túl sok biztonsági játékot vállalt fel. Bár a mérkőzést elvesztette, a 143-as break, amit a meccs során lökött elég volt ahhoz, hogy a szezon végén megrendezett éves díjátadón ő vehesse át a torna legnagyobb breakéért felajánlott Betfair Golden Cue-t. Robertson a szezont pályafutása során másodszor a világranglista második helyén fejezte be.

## 2013/2014
2013 májusában Neil Robertson a Wuxi Classic selejtezőjében Mohamed Khairy ellen meglökte pályafutása második hivatalos maximum breakét. A torna főtábláján is megállíthatatlannak bizonyult és John Higgins döntőbeli legyőzésével (10-7) megnyerte nyolcadik nagypontszerző tornáját. Higgins a mérkőzés első szakaszát jobban kezdte, vezetett 5-2-re, onnan azonban Robertson fordított és 8-5-ös előnyre tett szert, mielőtt megállítva Higgins kísérletét a visszakapaszkodásra, megszerezte egymást követő második tornagyőzelmét Kínában. Hazai tornájának, az Australian Goldfields Opennek betegen vágott neki, ennek ellenére egészen a döntőig jutott, az odáig vezető úton a negyeddöntőben legyőzte Joe Perryt (5-2), az elődöntőben pedig Mark Selbyt (6-3). A döntőben vereséget szenvedett Marco Futól 6-9 arányban. Mivel az egészségi állapota nem javult, a soron következő Rotterdam Open PTC tornáról kénytelen volt visszalépni. Szeptemberben pályafutása során először részt vett a 6 Pirosas Világbajnokságon, ahol rögtön a döntőbe jutott és csak a címvédő Mark Davistől kapott ki. A Shanghai Mastersen és az Indian Openen negyeddöntős volt, mindkétszer a későbbi győztes Ding Junhuitól szenvedett vereséget. Az International Championshipen a 16 között Peter Ebdon búcsúztatta.
A Champion of Champions meghívásos tornán a csoportkörben Martin Gould legyőzésével került negyeddöntőbe. A negyeddöntőben 6-5-re legyőzte Ali Cartert, és ugyanilyen arányban kapott ki az elődöntőben Ronnie O'Sullivantől.
Pályafutása szempontjából a UK Championshipen 2013. december 8-án aratott döntőbeli győzelme kiemelkedő fontosságú. A tornán Dylan Michell, Robbie Williams, Li Hang, Joe Perry és Stephen Maguire legyőzésével jutott elődöntőbe. Az elődöntőben úgy tűnt nem lesz nehéz dolga Stuart Bingham ellen, hiszen a 9 nyert frame-ig tartó mérkőzésen 8-3 arányban is vezetett, ám Binghamnek sikerült kiharcolnia a döntő frame-et. A 17. frame végül Robertson győzelmével zárult, aki életében először döntőt játszhatott a UK Championshipen. A döntőben a címvédő Mark Selby ellen gyengén kezdett, Selby 5-1-re elhúzott, de az első szakasz utolsó két frame-jét Robertson megnyerte és reális esélye maradt a fordításra. Az esti szakaszban már Robertson dominált és végül 10-7-es győzelmet aratott. Ezzel a sikerrel megszerezte 9. nagypontszerző győzelmét, de ami ennél is fontosabb, teljesítette a Triple Crownt. Ő lett a snooker történetének nyolcadik olyan játékosa, aki egyaránt megnyerte a Világbajnokságot, a Masterst és a UK Championshipet, és ő az első, akinek ez az Egyesült Királyságon kívülről érkezve sikerült.
2014 januárjában a Championship League mérkőzések során az egy szezonban lökött százas breakeinek száma elérte a 63-at, megdöntve Judd Trump korábbi 61-es rekordját. Február elején már 78-nál tartott, amit Ronnie O’Sullivan "a játék történetének valószínűleg legnagyszerűbb break-építő teljesítményeként" jellemzett. A Welsh Openen Mark Williams ellen a 32 között 4-3-ra kiesett, miközben immár 88 százasnál tartott.
A World Openen a 16 között drámai végjáték után visszatett feketével nyert ellene Marco Fu 5-4 arányban. 
A China Openen való indulása sokáig kérdéses volt, egyrészt a Világbajnokság közelsége miatt, másrészt mert a PTC Nagydöntőjének első fordulójában Shaun Murphy ellen elveszített meccs alatt láthatóan rosszul lett és úgy tűnt, komoly egészségügyi problémája van. Végül az indulás mellett döntött. Az első három fordulót döntő frame-es meccseken nyerte, sokszor komoly rosszulléttel küzdve. Az első meccse után szinte arra sem volt képes, hogy önerőből felálljon a székből és összepakolja a felszerelését, a meccs után pedig azt nyilatkozta, hogy ha tudja, hogy ennyire rosszul lesz, fel sem ült volna a repülőre. Sokan javasolták, hogy lépjen vissza a tornáról ő azonban a folytatás mellett döntött és küzdőszellemével, kitartásával sokak elismerését kivívta. A negyeddöntőben Graeme Dottot az elődöntőben Ali Cartert búcsúztatta, a döntőt 10-5-re vesztette el Ding Junhui ellen.
A vereség ellenére pályafutása egyik legnagyobb teljesítményeként értékelte a döntőbejutást. A  Világbajnokság
 első fordulójában Robbie Williamst verte (10-2), majd Mark Allen legyőzésével jutott a legjobb nyolc közé. A Judd Trump elleni negyeddöntőnek 99 százas birtokában vágott neki. A mérkőzés 22. frame-e nemcsak az egyenlítést hozta meg Robertson számára, hanem a történelmi 100. 100-as breaket is. A mérkőzést 13-11 arányban nyerte Robertson, annak ellenére, hogy 2-6-os és 8-11-es hátrányban is volt. A Mark Selby elleni elődöntője egy rendkívül magas színvonalú mérkőzést hozott, ami végül 12 óra játék után az angol játékos győzelmét hozta (17-15).

## 2014/2015
Robertson a 2014/2015-ös szezont a 2013/2014-essel megegyezően kezdte. A Wuxi Classicon Shaun Murphyt az utolsó feketével győzte le a negyeddöntőben 5-4-re, majd Barry Hawkins 6-3-as búcsúztatásával címvédőként jutott a döntőbe. A döntőben barátja és edzőpartnere, Joe Perry volt az ellenfele, aki magabiztosan kezdte a meccset, három frame-es előnyre is szert tett, azonban az esti szakaszban Robertson egyenlített, majd 8-6-ra vezetett is. Perry sorozatban nyert három frame-et, és élete legnagyobb sikerének küszöbén állt, viszont Robertson előbb egy 87-es breakkel kiharcolta a döntő frame-et, majd egy 78-assal megnyerte a meccset és pályafutása 10. pontszerző címét. A mérkőzés valószínűleg mégsem a fordulatokról marad emlékezetes, hanem a befejezéskor történtekről. A meccs végi kézfogáskor a két játékos átölte egymást, és Robertson láthatóan a könnyeivel küzdött. Később elmondta, hogy nagyon érzelemteli pillanat volt ez számára, hiszen Perry a pályafutása kezdetétől mellette állt, és nélküle valószínűleg sosem jutott volna el idáig. Kínából rögtön Ausztráliába utazott hazai versenyére, ahol ismét döntőt játszhatott, azonban a két heti folyamatos játék és utazás okozta fáradtság a döntőben megbosszulta magát, így 5-9 arányban kikapott Judd Trumptól, ugyanakkor időlegesen visszaszerezte a világelsőséget. A Shanghai Mastersen előnyből veszített Michael White ellen 4-5-re a 32 között, amiben valamelyeset szerepet játszhatott, hogy előző este ételmérgezést kapott. Az International Championship sem sikerült jobban, szintén a legjobb 32 között kényszerült búcsúzni, miután 5-6 arányban kikapott Joe Swailtől. Ezután javuló formát mutatott, a Champion of Champions tornán elődöntőt játszott, az UK Championshipen pedig végül a legjobb 16-ig jutott. A torna második fordulójában a Kyren Wilson elleni mérkőzésre magával vitt egy krikettütőt, ezzel kifejezve tiszteletét és gyászát a pár nappal korábban tragikusan elhunyt ausztrál krikettjátékos, Phillip Hughes iránt. Az ütőt a meccs után dedikálta, majd árverésre bocsátotta, és az így befolyt összeget a Paul Hunter Alapítvány részére ajánlotta fel.   A nyolcaddöntőben Graeme Dott 5-0-ra vezetett ellene, azonban Robertson kiharcolta a döntő frame-et, ahol esélye volt a meccs megfordítására is, azonban a szerencsétlen bontást követő kockázatos lökése végül a meccsébe került.
Élete legjobb snookerét produkálva jutott a Masters döntőjébe, amikor 6-1-re verte Ali Cartert a negyeddöntőben, majd ugyanilyen arányban győzedelmeskedett az elődöntőben Ronnie O’Sullivan felett. O'Sullivan először veszített elődöntőt a Mastersen, és ezzel a 15 meccsből álló veretlenségi sorozata is megszakadt. A fináléban Robertson már nem tudta azt a játékot hozni, ami a döntőig juttatta, és súlyos, 2-10-es vereséget szenvedett Shaun Murphytől. A German Mastersen frame-veszteség nélkül jutott a negyeddöntőbe, ahol elképesztő balszerencsével vesztette el a mérkőzést. A döntő frame-ben Stephen Maguire-nek már két snookerre volt szüksége, amikor egy biztonsági lökést követően a piros meglökte a feketét, ami végül beesett. A hét hibapont már elegendő volt Maguire-nek, hogy megnyerje a mérkőzést. Robertson a Welsh Openen a negyedik fordulóban esett ki. A szezon utolsó European Tour állomásán ismét győzni tudott 4-0-ra Mark Williams ellen, és megszerezte harmadik lengyelországi, összességében negyedik kispontszerző címét, továbbá kvalifikálta magát a 2015/16-os szezon Champion of Champions tornájára.
A Világbajnokságon könnyedén nyert Jamie Jones (10-2) és Ali Carter (13-5) ellen. A negyeddöntőben Barry Hawkins-szal találkozott. a mérkőzés elképesztően magas színvonalat hozott, mindkét játékos 4-4 százas breaket lökött, ezzel beállítva a 13 nyertig tartó mérkőzéseken lökött legtöbb százas break rekordját. A mérkőzést végül Hawkins nyerte 13-12-re. Robertson a világbajnokság során 11 százas breaket lökött, közte négy 140 felettit. Annak ellenére, hogy Neil Robertson a mezőny egyik lekiegyensúlyozottabban teljesítő játékosa és 2010-es világbajnoki címe óta további négy nagypontszerző győzelmet ünnepelhetett, saját bevallása szerint eddigi pályafutása során alulteljesített.

## Magánélete
A snooker tornák idején Cambridge-ben, Angliában él. A Willie Thorne's Snooker Club-ban edz Joe Perryvel és Vinnie Calabresevel.
A nyári hónapok alatt Robertson visszatér szülővárosába, Melbourne-be. Háromszor nyerte a West Coast Internationalt, egymás után mindegyiken okozott meglepetést, egy-egy lenyűgöző 147-es breaket is produkált.
Felesége a norvég Mille Fjelldal, akivel 2 gyermekük van. Mille 2010. május 2-ára volt kiírva az elsővel, miközben Neil Sheffieldben, Graeme Dott ellen a világbajnoki döntőt játszotta. Végül 2010. május 12-én született meg fiuk, Alexander. Lányuk, Penelope 2019. március 16-án jött a világra.

## Karrierje versenyei
| Ranglista versenyek                 | 1998/ 99      | 2000/ 01      | 2001/ 02      | 2003/ 04      | 2004/ 05      | 2005/ 06      | 2006/ 07      | 2007/ 08      | 2008/ 09      | 2009/ 10      | 2010/ 11      | 2011/ 12      | 2012/ 13      | 2013/ 14      | 2014/ 15      | 2015/ 16      |    |
| ----------------------------------- | ------------- | ------------- | ------------- | ------------- | ------------- | ------------- | ------------- | ------------- | ------------- | ------------- | ------------- | ------------- | ------------- | ------------- | ------------- | ------------- | -- |
| Wuxi Classic                        | nem rendeztek | nem rendeztek | nem rendeztek | nem rendeztek | nem rendeztek | nem rendeztek | nem rendeztek | nem rendeztek | nem rendeztek | nem rendeztek | nem rendeztek | nem rendeztek | 1.            | Gy            | Gy            | NR            |    |
| Australian Goldfields Open          | nem rendeztek | nem rendeztek | nem rendeztek | nem rendeztek | nem rendeztek | nem rendeztek | nem rendeztek | nem rendeztek | nem rendeztek | nem rendeztek | nem rendeztek | 2.            | 2.            | D             | D             | 1.            |    |
| Shanghai Masters                    | nem rendeztek | nem rendeztek | nem rendeztek | nem rendeztek | nem rendeztek | nem rendeztek | nem rendeztek | 1.            | 2.            | 1.            | 1.            | ED            | 2.            | ND            | 1.            | 1.            |    |
| International Championship          | nem rendeztek | nem rendeztek | nem rendeztek | nem rendeztek | nem rendeztek | nem rendeztek | nem rendeztek | nem rendeztek | nem rendeztek | nem rendeztek | nem rendeztek | nem rendeztek | D             | 3.            | 2.            | ND            |    |
| British Open                        | 1.            | SK            | SK            | SK            | 1.            | nem rendeztek | nem rendeztek | nem rendeztek | nem rendeztek | nem rendeztek | nem rendeztek | nem rendeztek | nem rendeztek | nem rendeztek | nem rendeztek | nem rendeztek |    |
| Grand Prix/LG Cup/World Open        | 1.            | SK            | SK            | SK            | 3.            | 1.            | Gy            | CsK           | 1.            | Gy            | Gy            | 2.            | ED            | 3.            | NR            | NR            |    |
| UK Championship                     | 1.            | 1.            | SK            | SK            | 2.            | ND            | 1.            | 1.            | 2.            | 2.            | ND            | ED            | ND            | Gy            | 4.            | Gy            |    |
| Scottish Open                       | 1.            | SK            | SK            | 2.            | nem rendeztek | nem rendeztek | nem rendeztek | nem rendeztek | nem rendeztek | nem rendeztek | nem rendeztek | nem rendeztek | nem rendeztek | nem rendeztek | nem rendeztek | nem rendeztek |    |
| European Open/Irish Open/Málta Kupa | 2.            | NR            | SK            | ND            | ND            | 1.            | 2.            | nem rendeztek | nem rendeztek | nem rendeztek | nem rendeztek | nem rendeztek | nem rendeztek | nem rendeztek | nem rendeztek | nem rendeztek |    |
| Welsh Open                          | 1.            | SK            | SK            | SK            | 3.            | 1.            | Gy            | 3.            | ED            | 2.            | 2.            | 1.            | 2.            | 3.            | 3.            |               |    |
| China Open                          | 1.            | SK            | SK            | NR            | SK            | 1.            | 2.            | 1.            | 2.            | 2.            | 2.            | ND            | Gy            | D             | 1.            |               |    |
| German Masters                      | nem rendeztek | nem rendeztek | nem rendeztek | nem rendeztek | nem rendeztek | nem rendeztek | nem rendeztek | nem rendeztek | nem rendeztek | nem rendeztek | 1.            | 2.            | ED            | 2.            | ND            | SK            |    |
| Thailand Masters                    | 1.            | SK            | SK            | nem rendeztek | nem rendeztek | nem rendeztek | nem rendeztek | nem rendeztek | nem rendeztek | nem rendeztek | nem rendeztek | nem rendeztek | nem rendeztek | nem rendeztek | nem rendeztek | nem rendeztek |    |
| Northern Ireland Trophy             | nem rendeztek | nem rendeztek | nem rendeztek | nem rendeztek | nem rendeztek | 3.            | ND            | ND            | 3.            | nem rendeztek | nem rendeztek | nem rendeztek | nem rendeztek | nem rendeztek | nem rendeztek | nem rendeztek |    |
| Bahrain Championship                | nem rendeztek | nem rendeztek | nem rendeztek | nem rendeztek | nem rendeztek | nem rendeztek | nem rendeztek | nem rendeztek | Gy            | nem rendeztek | nem rendeztek | nem rendeztek | nem rendeztek | nem rendeztek | nem rendeztek | nem rendeztek |    |
| PTC nagydöntő                       | nem rendeztek | nem rendeztek | nem rendeztek | nem rendeztek | nem rendeztek | nem rendeztek | nem rendeztek | nem rendeztek | nem rendeztek | nem rendeztek | NI            | D             | D             | 1.            | 2.            |               |    |
| Snooker Világbajnokság              | SK            | SK            | SK            | SK            | 1.            | ND            | 2.            | 2.            | ED            | Gy            | 1.            | ND            | 1.            | ED            | ND            |               |    |
| Indian Masters                      | nem rendeztek | nem rendeztek | nem rendeztek | nem rendeztek | nem rendeztek | nem rendeztek | nem rendeztek | nem rendeztek | nem rendeztek | nem rendeztek | nem rendeztek | nem rendeztek | nem rendeztek | ND            | nem indult    | NR            | NR |
| Nem ranglista versenyek             |               |               |               |               |               |               |               |               |               |               |               |               |               |               |               |               |    |
| The Masters                         | NI            | NI            | NI            | SzK           | NI            | NI            | ND            | 1.            | ND            | 1.            | ND            | Gy            | D             | ND            | D             |               |    |
| Masters Qualifiers                  | NI            | NI            | NI            | Gy            | NR            | nem indult    | nem indult    | nem indult    | nem indult    | nem indult    | nem rendeztek | nem rendeztek | nem rendeztek | nem rendeztek | nem rendeztek | nem rendeztek |    |
| Premier League Snooker              | nem indult    | nem indult    | nem indult    | nem indult    | nem indult    | nem indult    | nem indult    | CsK           | NI            | CsK           | ED            | CsK           | ED            | NR            | NR            |               |    |
| Champion of Champions               | nem rendeztek | nem rendeztek | nem rendeztek | nem rendeztek | nem rendeztek | nem rendeztek | nem rendeztek | nem rendeztek | nem rendeztek | nem rendeztek | nem rendeztek | nem rendeztek | nem rendeztek | ED            | ED            | Gy            |    |
| Wuxi Classic                        | nem rendeztek | nem rendeztek | nem rendeztek | nem rendeztek | nem rendeztek | nem rendeztek | nem rendeztek | nem rendeztek | CsK           | nem indult    | nem indult    | nem indult    | NR            | NR            | NR            | NR            |    |

| Rövidítések jelentései | Rövidítések jelentései                             | Rövidítések jelentései | Rövidítések jelentései                                                           |
| ---------------------- | -------------------------------------------------- | ---------------------- | -------------------------------------------------------------------------------- |
| NR                     | az adott évben nem rendezték meg a versenyt        | NI                     | nem vett részt a versenyen                                                       |
| Kiz.                   | kizárták a versenyről                              | x.                     | hányadik körben esett ki a versenyen (CsK = csoportkör, SzK = szabadkártyás kör) |
| SK                     | nem jutott a főtáblára, a selejtezők során kiesett | x.                     | hányadik körben esett ki a versenyen (CsK = csoportkör, SzK = szabadkártyás kör) |
| ND                     | a negyeddöntőig jutott                             | ED                     | az elődöntőig jutott                                                             |
| D                      | a döntőig jutott, második helyen végzett           | Gy                     | megnyerte a versenyt                                                             |

## Tornagyőzelmei

### Pontszerző
- Grand Prix – 2006
- Welsh Open – 2007
- Bahrain Championship – 2008
- Grand Prix (2.) – 2009
- Snooker Világbajnokság – 2010
- World Open – 2010
- China Open – 2013
- Wuxi Classic – 2013
- UK Championship – 2013
- Wuxi Classic (2.) – 2014
- UK Championship (2.) – 2015
- Riga Masters – 2016
- Scottish Open – 2017
- Riga Masters (2.) – 2018
- Welsh Open (2.) – 2019
- China Open (2.) – 2019
- European Masters – 2020
- World Grand Prix – 2020
- UK Championship (3.) – 2020
- Tour Championship – 2021
- English Open – 2021

### Kispontszerző
- Warsaw Classic – 2011
- Alex Higgins International Trophy – 2011
- Gdynia Open – 2012
- Gdynia Open – 2015

### Nem pontszerző
- Masters kvalifikációs torna – 2003
- Masters – 2012
- General Cup International – 2012
- Champion of Champions – 2015
- Hong Kong Masters – 2017
- Champion of Champions (2.) – 2019
- Masters (2.) – 2022

### Amatőr
- Oceania Championship – 2002
- World Under-21 Snooker Világbajnokság – 2003